# Rondeletia crassinervis
Rondeletia crassinervis är en måreväxtart som beskrevs av Attila L. Borhidi. Rondeletia crassinervis ingår i släktet Rondeletia och familjen måreväxter. Inga underarter finns listade i Catalogue of Life.